# Kohlestation
Als Kohlestation wurden während der Dampfschiffzeit Küstenorte bezeichnet, die zur Versorgung von zivilen und militärischen Dampfschiffen mit Kohle sowie mit Proviant und Trink- und Brauchwasser eingerichtet wurden. Kohlestationen befanden sich weltweit entlang der Schifffahrtsrouten in Hafenstädten auf dem Festland und auf Inseln oder wurden vom Militär an strategischen Punkten eingerichtet.

Die Kohlestationen waren notwendig, da die Dampfschiffe einen großen Kohleverbrauch hatten und die Kohlebunkerkapazitäten begrenzt waren. Mit der Umstellung der Schiffsantriebe von Kohle auf Öl und der damit verbundenen Vergrößerung der Reichweiten wurden die Kohlestationen im Laufe der Jahre überflüssig.

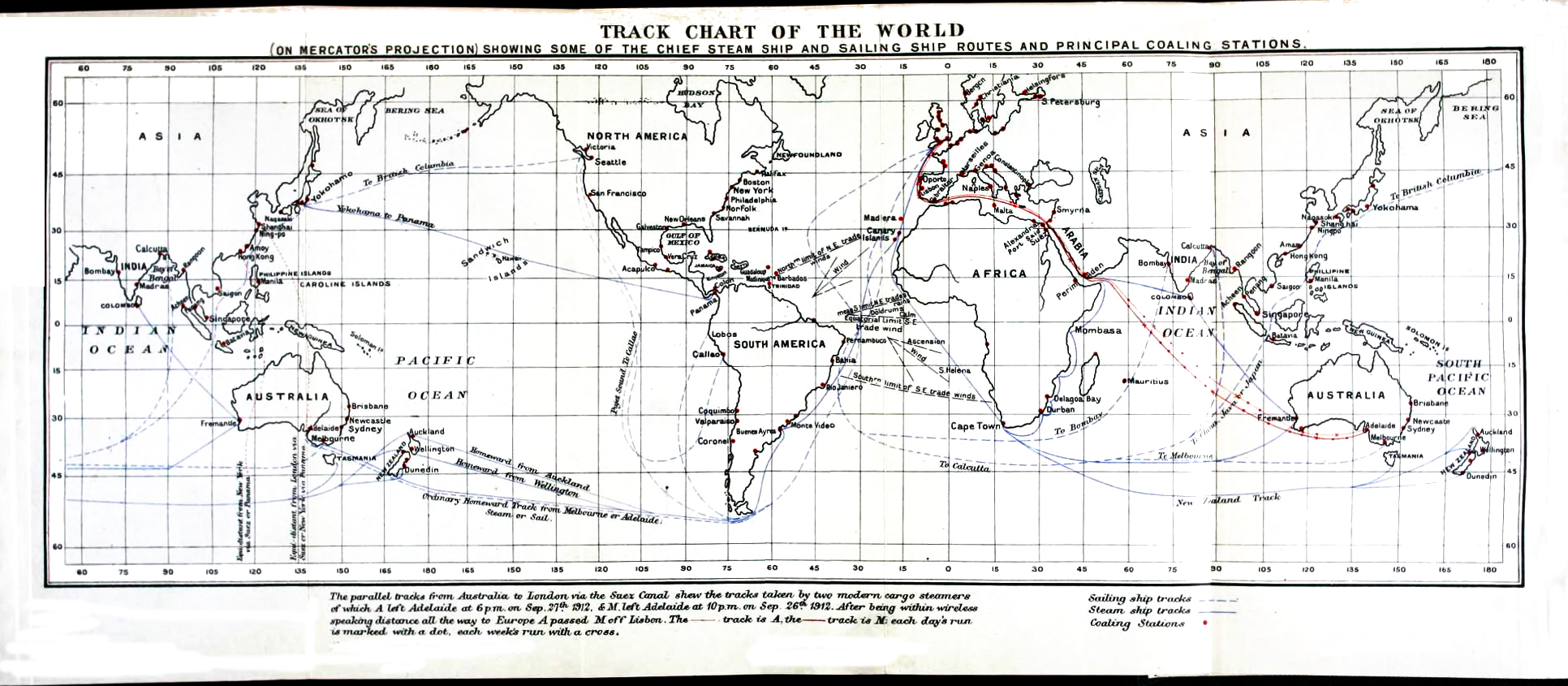
Kohlestationen auf einer britischen Weltkarte von 1914

## Deutsche Marine bis 1918

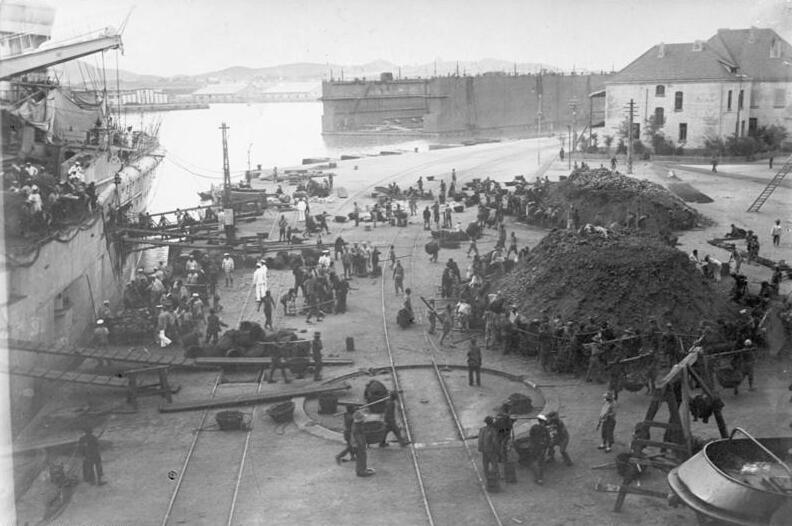
Kohlenübernahme an der Tsingtauer Werft, Foto 1897–1914

Bis zur Entstehung des deutschen Kolonialreiches verfügte die Kaiserliche Marine über keine eigenen Kohlestationen in Übersee. Jedoch wurden dem Deutschen Reich beispielsweise im Freundschaftsvertrag mit Tonga (1876), auf Jaluit (1878) und auf den spanischen Karolinen-Inseln (1885) Kohlestationen zugestanden. Von diesen Rechten wurde jedoch nur wenig Gebrauch gemacht. Die Küsten in den deutschen Kolonien, über die Deutschland ab 1884/85 verfügte, besaßen wenige sichere Häfen und kaum örtliche Kohlevorkommen. Eine Ausnahme bildete hierbei das Pachtgebiet Kiautschou in China, das auch unter diesem Gesichtspunkt 1898 gegründet wurde. 
Um die Jahrhundertwende unternahm die deutsche Marine Versuche, Kohlestationen an der Schifffahrtsroute in den Fernen Osten aufzubauen. Auf den arabischen Farasan-Inseln bestand um 1900 kurzzeitig eine deutsche Kohlestation, die aber nicht genutzt und 1902 gänzlich aufgegeben wurde. Eine Pachtung der Insel Pulau Langkawi vor der Küste Malaysias auf Vermittlung der Firma Behn Meyer in Singapur scheiterte ebenfalls.
Im Kriegsfall waren alle überseeischen Kohledepots der deutschen Marine durch die rasche Ausschaltung bedroht, insbesondere mit Großbritannien als Kriegsgegner. Deutschland entwickelte daher ein flexibleres Etappensystem mittels deutscher Handelsschiffe, die für den Kriegsfall zu Versorgungsaufgaben herangezogen wurden. Da diese Schiffe überwiegend von fremden Häfen aus operieren mussten, waren sie jedoch vom Wohlwollen neutraler Staaten abhängig.